# 藍霄
藍霄（1967—），台灣澎湖人，推理小說作家、評論家及婦產科醫師。

## 經歷
本名藍國忠，高雄中學、中國醫藥學院醫學系（後改名為中國醫藥大學）、長庚大學臨床醫學研究所博士畢業，前後擔任高雄長庚婦產科部長、高雄長庚醫院院長，台中大里仁愛總院長，仁愛長庚合作聯盟醫院院長，在仁愛醫院時期整理出版三本推理小說集，現為高雄長庚醫院執行副院長。高中時閱讀社會派大師松本清張的《砂之器》而啟蒙；醫學院時期，閱讀新本格派的理論文章而動念寫推理小說，以尋求台灣推理小說的表達形式與精神為自我的寫作目標。
藍霄的處女作為刊載在推理雜誌第 14 期的〈屠刀〉（1985），當時尚為高中生的青澀之作，筆風甚至透露著作者耽讀武俠小說的習慣。但其為人所注意的系列創作「秦博士探案」要到第 72 期的〈迎新舞會殺人事件〉（1990），該文中首度揭露了日後作者創作不輟的系列偵探秦博士與配角們。大體而言，推雜時期的短篇時代，藍霄推理小說趨於本格推理小說的趣味，而在日後出社會出版長篇時，則夾帶著濃厚的現實性，可說是其風格明顯的轉變。
短篇小說〈醫院殺人〉曾獲第二屆林佛兒推理小說獎第三名；而〈自殺的屍體〉更被推理雜誌讀者票選為當年推理雜誌刊載所有華文短篇推理小說的第一名，以 536 點大幅領先第二名 351 點胡軍的〈花街之女〉。

### 秦博士系列
秦博士是藍霄目前唯一的系列偵探，系列作首篇為〈迎新舞會殺人事件〉，之後系列短篇作品陸續發表在推理雜誌上，並於2004年起出版了三部長篇《錯置體》、《光與影》、《天人菊殺人事件》，其中《光與影》曾入選第五屆皇冠大眾小說獎複選。
本系列解謎氣氛濃厚，可以說是台灣推理小說中相當標準的本格推理小說，並且由於書中偵探秦博士及其助手團出場時皆為大學生，因此有著相當輕鬆的調性，構成本系列極為明顯的特色。系列出場人物眾多，但作者賦予他們相當鮮明甚至有些漫畫風格的性格，讓讀者辨識時毫不費力。此外，秦博士系列還有一點相當特殊的地方是，短篇與長篇的時序明顯有著斷層，在短篇中大家都明顯還是青春年少，因此面對案件都還有著相當輕佻的心情。但在《錯置體》與《光與影》，由於成員皆已入社會，因此小說的社會性加強，同時案件的殘酷面也逐步增加，可以說是台灣的系列推理小說中難得角色會與時間一起成長的作品。

## 作品列表

### 長篇小說
- 錯置體（初版）(2004，大塊文化出版社)
- 天人菊殺人事件 (2005，小知堂出版社)
- 光與影 (2005，大塊文化出版社)
- 錯置體 (二十周年版）(2024，博識出版社)

### 短篇小說
- 東方慢車謀殺案 (2022，博識出版)

```
*迎新舞會殺人事件（1990，推理雜誌72期）
*高四生之死（1991，推理雜誌82期）
*考試卷（1993，推理雜誌104期）
*自殺的屍體（1995，推理雜誌124期）
*東方慢車謀殺案（1996，推理雜誌137期）
*血濃於水 (2022, 新作)
```

- 關於高雄的殺意與哀愁 （2023，博識出版）

（均為高雄的事件系列）
```
*天選之人 (2023, 新作）
*糖廠命案 (2023, 新作）
*震洋與榮町 (2023, 新作）
*大貝湖的恐龍（2004，野葡萄文學誌第5期）
*不在場證明（2002）
*芋鄉事件 （1996，推理雜誌146 期）
*關於高雄的殺意與哀愁 （原名：『情人節的推理』）（1992，推理雜誌91期）
```

### 未集結短篇小說
- 屠刀（1985，推理雜誌14期，處女作）
- 醫院殺人（1990，推理雜誌66期）
- 玫瑰殺機（1992，推理雜誌87期）
- 廬山溫泉殺人事件 （1992，推理雜誌98期）
- 烈日下的高速彎道（1996，推理雜誌140期）

## 外部連結
- blue的推理文學醫學院 (已於2009年關站)
- 作家的中時部落格